# コヒョウモンモドキ
コヒョウモンモドキは日本に分布するタテハチョウ科のチョウ。コヒョウモンモドキの分類にかんしては議論があるが、本項では 松田 (1996) に従い、Mellicta ambigua の亜種 Mellicta ambigua niphona とする。
本種は，種の保存法で，希少野生動植物種に追加指定（令和5年1月11日施行）され，全ての場所で採集が禁止されました。したがって，「あげる，売る，貸す／もらう，買う，借りる」なども，有償，無償を問わず原則として禁止で，違反した場合は，個人では，５年以下の懲役もしくは５００万円以下の罰金，法人では，罰金１億円となります。

## 分布
日本列島、朝鮮半島および中国東北部に分布する。日本では関東地方北部から中部地方に分布域があるが、絶滅した地域もある。基亜種である ssp. ambigua はアムール川とウスリー川の流域に分布する。

## 生態
幼虫の食草としてクガイソウが知られている。